# 오지영 (1975년)
오지영(吳知英, 1975년 10월 27일 ~ )은 대한민국의 여성 배우이다.

## 생애
1994년 광고 모델 첫 데뷔하였고 3년 후 1997년 영화배우 데뷔하였다.

## 출연작

### CF 광고
- 1994년 《베이직》

### 영화
- 1997년 《마지막 방위》
- 2007년 《지금 사랑하는 사람과 살고 있습니까?》
- 2007년 《가면》

### 텔레비전 드라마
- 1998년 KBS 드라마 《야망의 전설》
- 1998년 MBC 드라마 《내일을 향해 쏴라》
- 1999년 KBS 드라마 《우리는 길 잃은 작은 새를 보았다》
- 1999년 SBS 드라마 《퀸》
- 2000년 SBS 드라마 《왕룽의 대지》